# Frontière entre l'Oklahoma et le Texas
La frontière entre le Texas et l'Oklahoma est une frontière intérieure des États-Unis délimitant les territoires du Texas à l'ouest et de l'Oklahoma à l'est.
Son tracé rectiligne suit d'abord le 37e parallèle nord à partir de son intersection 103e méridien ouest, jusqu'au 100e méridien ouest qu'elle parcourt jusqu'à la rivière Rouge dont elle descend le cours jusqu'au 94° 30' ouest. 
D'une longueur de 1 390 kilomètres, c'est la plus longue frontière entre deux États Américains.

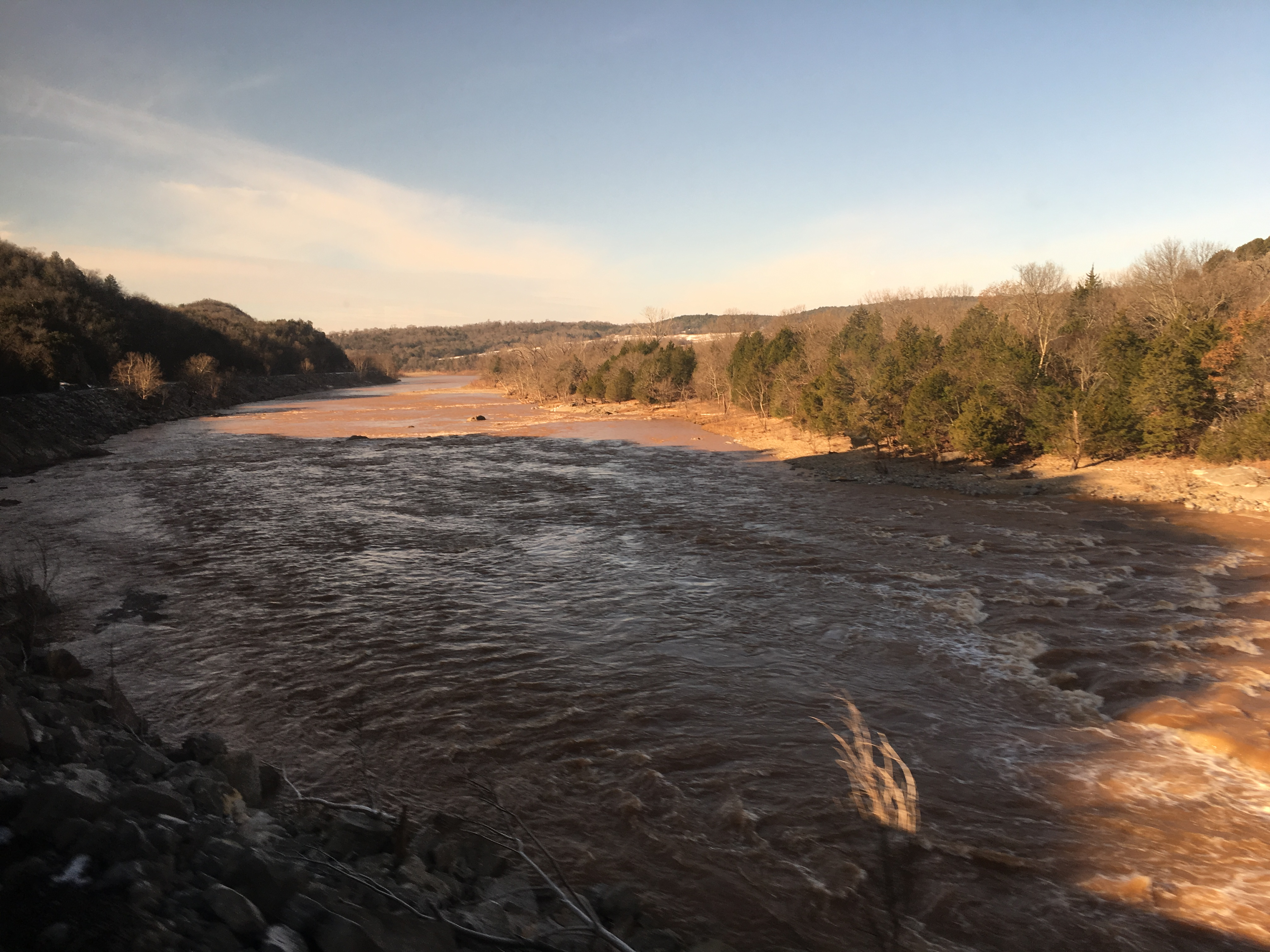
La Rivière Rouge sépare un moment l'Oklahoma et le Texas.

## La «queue de casserole»

Les trois comtés du "No Man's Land" de 1850 à 1890

Il existe une bande de terre de 267 km de long et de 55 large, bordée par le Kansas et le Colorado à 37° Nord, et le Nouveau Mexique à 103° Ouest, surnommée The Panhandle (la queue de casserole), cédée par le Texas en 1850 en raison du Compromis du Missouri qui interdit l'esclavage au Nord du 37e parallèle. 
Cette bande de terre a été un temps sans propriétaire ni administration, de 1850 à 1890, jusqu'à son rattachement à l'Oklahoma,.
Elle comprend les comtés de Cimarron, de Texas et de Beaver.